# 寬帶青鳳蝶
寬帶青鳳蝶，也稱寬青帶鳳蝶、台灣青條鳳蝶、鳳尾青鳳蝶、長尾青鳳蝶，是青鳳蝶屬中的一種蝴蝶。

## 描述
本種為中型鳳蝶，體色暗褐，腹面具灰白毛，腹部有數列白色粗細線。翅狹長，後翅具細長指狀尾突。翅面暗褐色，中央有一條由半透明淺藍綠斑塊組成的寬帶，後翅外緣另有同色紋列，後半部分布紅色細紋。雄蝶後翅內緣褶內有白色長毛。

## 分布
本種分布於喜馬拉雅、中國華東、華南、華西、中南半島北部、蘇門答臘、台灣本島北部中低海拔山區。

## 生態習性
本種幼蟲以樟科植物，如樟樹等為食，一年多世代，以蛹態越冬。成蝶飛行迅捷，喜尋訪花蜜，雄蝶也會前往溼地吸水。

## 資料來源
1. 1 2  徐堉峰, 黃嘉龍, 梁家源. . 農業部林業及自然保育署. ISBN 9789860551570.
2. ↑  徐堉峰. . 台中市: 晨星出版社. 2013. ISBN 978-986-177-669-9.

## 外部連結
- 维基共享资源上的相關多媒體資源：寬帶青鳳蝶